# Vola/Dimmi
Vola/Dimmi è un singolo di Mia Martini, pubblicato il 4 settembre 1978 per l'etichetta discografica Warner Bros. Records e inserito nell'album Danza.

## Descrizione
Si tratta del primo 45 giri pubblicato da Mia Martini per la casa discografica Warner Bros. Records, unica etichetta disposta a pagare l'intero debito contratto dall'artista con la RCA Italiana a seguito dell'anticipata rottura contrattuale, causata da forti contrasti con i produttori, i quali avevano limitato la distribuzione dei suoi ultimi lavori discografici, creandole intorno un ambiente a lei palesemente ostile.

## Il disco

### Vola
L'ingresso alla WEA inizia col riavvicinamento di alcuni tra gli autori più importanti del suo passato. Dario Baldan Bembo, Maurizio Piccoli e Sergio Bardotti tornano a scrivere per lei, proponendole una serie di canzoni che rimarranno in gran parte inedite, degne di nota sono L'ultimo ballo, Canto universale e Bene (presentata nel programma televisivo Stryx).
Ivano Fossati, divenuto autore di grande successo, curerà la prima incisione dell'interprete calabrese nella nuova casa discografica. Vola è quindi la canzone scelta per la pubblicazione del singolo. Fossati racconterà: 
Vola è il preludio a una collaborazione più approfondita e importante con Ivano Fossati, che a fine anno si concretizzerà con l'album Danza, definito uno dei suoi migliori lavori, scritto, arrangiato e prodotto interamente dal cantautore ligure.
Il brano viene interpretato anche da Patty Pravo durante la trasmissione televisiva Stryx, ma a tutt'oggi rimasto inedito su disco.

### Dimmi
La canzone è una cover del brano Dreaming della cantante francese Cécilia Angeles. L'adattamento in italiano viene curato dalla stessa Mia Martini. Il brano non viene incluso in nessun album fino al 2000, quando verrà pubblicato nella raccolta postuma Mimì sarà.

## Successo e classifiche
Vola viene presentato alla serata finale del Festivalbar, godendo di una buona promozione radio-televisiva. Il disco viene inoltre lanciato da una singolare iniziativa della casa discografica, che offre 35 000 copie del vinile come veicolo promozionale per il lancio della nuova rivista Music.
Nonostante i buoni propositi e l'ottima qualità del brano, il 45 giri viene penalizzato dal periodo in cui viene pubblicato: a luglio inoltrato, infatti, le ferie estive e la chiusura dei negozi determinano uno slittamento dell'uscita del disco; Vola arriva pertanto in vendita solamente nel mese di settembre, quando è già abbondantemente iniziata la promozione e il brano suona già nei jukebox da diverse settimane.

## Tracce
Lato A
1. Vola – 4:21 (testo: Ivano Fossati – musica: Ivano Fossati)

Lato B
1. Dimmi (Dreaming) – 4:01 (testo: Mia Martini – musica: Carole J. Ellis, Roland Vincent, Yvon Rioland)

## Cover
- 1978 - Versione di Patty Pravo inedita su disco, presentata durante la trasmissione televisiva Stryx;
- 1979 - Versione incisa da Marie Laforet con il titolo Pourquoi inserita nell'album Moi je voyage.